# Solanum plicatile
Solanum plicatile är en potatisväxtart som först beskrevs av Spencer Le Marchant Moore, och fick sitt nu gällande namn av Symon. Solanum plicatile ingår i släktet skattor som ingår i familjen potatisväxter. Inga underarter finns listade i Catalogue of Life.